# Стоун, Эндрю Л.
Эндрю Л. Стоун (англ. Andrew L. Stone; 16 июля 1902 — 9 июня 1999) — американский киносценарист, кинорежиссёр и продюсер середины XX века.
Среди наиболее удачных фильмов Стоуна — «Дождливая погода» (1943), «Привет, Диддл Диддл» (1943), «Забава на выходные» (1947), «Шоссе 301» (1950), «Стальная ловушка» (1952), «Проект убийства» (1953), «Ночью правит террор» (1955), «Джулия» (1956), «Крик ужаса» (1958), «Последнее путешествие» (1960) и «Пароль — мужество» (1962).
За сценарий фильма «Джулия» (1956) Стоун был номинирован на премию «Оскар».

## Ранние годы жизни и начало карьеры
Стоун родился 16 июля 1902 года в Окленде, Калифорния. В 1918 году он начал карьеру в кинематографе с работы на кинобирже в Сан-Франциско. После учёбы в Калифорнийском университете, Стоун переехал в Голливуд, где в 1925 году начал работать в кинолаборатории и в отделе реквизита студии Universal Pictures. В 1927 году он перешёл на студию Paramount Pictures, где его повысили до режиссёра короткометражных фильмов

## Режиссёрская карьера в 1927—1948 годы
Стоун самостоятельно профинансировал свой первый короткометражный фильм «Элегия» (1927), который он поставил в декорациях, оставшихся от фильма «Скарамуш». Затем последовали короткометражки «Фантзаия» (1927) и «Восхищение» (1928), дистрибуцией которых занималась студия Paramonut. Затем Стоун поставил свой первый полнометражный фильм — детектив «Мрачный дом» (1928).
С 1930 по 1937 год Стоун мало проявлял себя как режиссёр, приняв участие в постановке лишь двух малозначимых картин. Однако в 1937 году Стоун основал собственную продюсерскую компанию Andrew L. Stone Productions, на которой вплоть до 1960 года поставил 16 картин, первой из которых была музыкальная комедия «Девушка сказала „нет“» (1937).
Работая в тесном сотрудничестве с Paramount, в 1938—1939 годах Стоун спродюсировал, написал и поставил детектив «Похищенный рай» (1938) с Джином Рейнольдсом и Олимпе Брадной, комедию «Скажи это по-французски» (1938) с Рэем Милландом и Брадной, а также биографический музыкальный фильм о композиторе «Великий Виктор Херберт» (1939) с Уолтером Коннолли в заглавной роли.
Следом Стоун выпустил приятные музыкальные комедии «Крутая канарейка» (1941) с Алланом Джонсом и Сузанной Фостер и ставшая классикой, революционная «Дождливая погода» (1943) с полностью чёрным актёрским составом во главе с Ланой Хорн. Этот фильм принёс Стоуну признание. В рецензии «Нью-Йорк таймс» от 22 июля 1943 года фильм был назван «первоклассным шоу» и «энергичным дивертисментом», особенно, «когда мисс Хорн погружается в глубины романтического отчаяния на фоне классического блюза после показа титров». Газета с восхищением писала об «умной режиссуре» Стоуна, также отметив, что фильм движется гладко и в правильном темпе.
Перейдя к сотрудничеству United Artists, Стоун спродюсировал, написал и поставил криминальную комедию «Привет, Диддл, Диддл» (1943) с такими актёрами, как Адольф Менжу, Марта Скотт и Деннис О’Киф, за которой последовали столь же «буйные, необычные комедии» «Дочери холостяка» (1946) с Гэйл Расселл, Клер Тревор и Энн Дворак, а также «Веселье в уик-энд» (1947) с Эдди Брэкеном и Пресциллой Лейн.

## Кинематографическая карьера в 1948—1972 годах
С 1948 года Стоун стал работать как независимый продюсер без покровительства со стороны крупных компаний. В 1950 году он резко изменил свою творческую направленность, начав снимать, по словам киноэнциклопедиста Ефраима Катца «жаркие маленькие триллеры с сильной мелодраматической составляющей». Эти работы снимались в аутентичной среде, например, на настоящем океанском лайнере или в реальном самолёте, которые не были специально приготовлены для этого. По словам Каца, Эндрю и Вирджиния Стоун были «наверное, единственными кинематографистами, которые в тот момент делали в Голливуде какую-то свежую работу». Стоуны, добавил он, «делают бодрые триллеры с хорошей долей саспенса».
В общей сложности, с 1950 по 1962 год Стоун вместе с супругой Вирджинией сделал восемь острых триллеров, основанных на богатом материале — огромном архиве журналов, описывающих реальные преступления, начиная с 1930-х годов. При написании сценариев своих триллеров они опирались на своё частное собрание из более чем 15 тысяч криминальных случаев, а также опыт общения с полицейским начальством по всей стране. Как отметил историк кино Гэри Дин «эти фирменные постановки, поданные в откровенном стиле фильмов категории В, обеспечат Стоунам их самые большие успехи — и станут их прочным наследием».
Первым в этой серии картин стал фильм нуар «Шоссе 301» (1950). Основанный на реальном материале, он рассказывал о так называемой Банде трёх штатов во главе с жестоким гангстером Джорджем Леджензой (Стив Кокран), которая промышляла грабежами вдоль автострад в штатах Мериленд, Вирджиния и Северная Каролина. Однако после неудачного ограбления инкассаторской машины банда была выслежена и уничтожена полицией. В ролях членов банды были заняты такие признанные актёры второго плана, как Роберт Уэббер и Ричард Эган, а роли их «дамочек» исполнили Вирджиния Грей, Эйлин Таун и Габи Андре. Как пишет Гэри Дин, фильм выполнен в характерном для того времени полудокументальном стиле. Как и другие фильмы этого жанра он обременён увесистым официальным вступлением на тему «преступление не окупается» и закадровым комментарием. «Но это не так страшно. „Шоссе 301“ — это пугающий вариант как гангстерского фильма, так и на полицейского процедурала, в котором нет ни романтики, ни искупления. Лаконичная режиссура Стоуна обнажает характеры и события до их сути. Он свободен от повествовательных и визуальных клише, без наполнителей или вырезов». И хотя Стоун пренебрежительно относился к «осветительным кинематографистам», он позволил оператору Карлу Гатри добиться своего с тёмными, мокрыми улицами и зловеще затенёнными лестницами. По мнению Дина, «хотя этой картине и не хватало мистической мощи „Белого каления“ (1949), она тем не менее стала отличным входом для Эндрю и Вирджинии Стоун в мир фильма нуар». Современный киновед Майкл Кини написал, что ему не понравилось «неискреннее губернаторское вступление». В остальном же «этот недооценённый шедевр добивается нужного результата». Назвав картину «увлекательным, быстрым и исключительно жёстоким фильмом», Кини пишет, что «ограбление инкассаторской машины, которое должно было принести „самый большой улов всех времён“, становится одной из самых мрачных ироний в истории нуара». Дэвид Хоган отмечает, что «этот фильм является нуаром не столько в жанровом плане, сколько по своему философскому и визуальному стилю, которые использованы для создания надлежащей атмосферы». Это, как считает киновед, скорее «чрезвычайно умелая документальная драма, основанная на реальных бесчинствах Банды трёх штатов, которая грабила банки и инкассаторские машины в 1930-е годы». По словам Хогана, «фильм является характерным образцом фирменного киностиля Warner Bros. в его поздний период». Фильм сочетает «уличные съёмки в районе Лос-Анджелеса со съёмками на натурной площадке студии при городских сценах», чем, по словам Хогана, «похож на криминальные мелодрамы Warner Bros. 1930-х годов — жёсткие „реальные“ картины с мрачными, тщательно проработанными световыми эффектами». В данном случае оператор Карл Гатри вместе с автором музыки Уильямом Лавой обеспечили картине «хороший, жёсткий взгляд на личную и профессиональную жизнь преступников».
Следующий фильм «Мошенница» (1952) предлагал другую взятую из газетных заголовков историю, на этот раз о паре высококлассных мошенников на доверии — Мэри Уебб (Хиллари Брук) и Роджера Кингсли (Том Конуэй) — которые прокручивают несколько афер сначала в Нью-Йорке, а затем в Лос-Анджелесе. После этого Роджер приступает к самому крупному делу, в котором Мэри должна выступить в роли ясновидящей. Они проводят несколько удачных сеансов, привлекая в клуб множество состоятельных клиентов, однако по ходу действия оказываются в центре полицейского расследования убийства. Когда на кону оказывается жизнь человека, ради его спасения Мэри публично раскрывает себя и всю аферу и сдаётся полиции. Как полагает Дин, «фильм начинается многообещающе, но безжизненный Том Конуэй не в состоянии справиться с задачей, а красивая и надёжная Хиллаир Брук получает слишком мало возможностей для игры. Становится интересно, когда копы начинают собирать факты в единую картину. Затем на полпути сюжет начинает сыпаться, и фильм возвращается к активным локациям Стоуна и нацеленной съёмке Уильяма Х. Клотье, чего в конце концов почти достаточно». После выхода фильма кинокритик «Нью-Йорк таймс» Оскар Годбаут дал ему низкую оценку, написав, что «в этом фильме хитрые трюки и уловки, используемые этими ловкими и беззаконными персонажами, мошенниками и мошенницами, утомительно и нудно демонстрируются в аутентичной среде». Однако «никакое количество съёмок реальной жизни, таких как полицейский участок Лос-Анджелеса, улицы и здания, не может компенсировать посредственную режиссуру, неправдоподобную историю и самую некомпетентную актёрскую игру», которую только можно себе представить. За всё это, по словам Годбаута, «несёт ответственность Стоун, который написал, поставил и спродюсировал этот фильм». С другой стороны, как написал современный кинокритик Леонард Молтин, это «захватывающий второй фильм Стоуна, чему во многом способствует использование аутентичных локаций, первоклассная операторская работа Уильяма Клотье», а также «умелая игра Хиллари Брук в заглавной роли».
Как далее отмечает Дин, несколько месяцев спустя Стоун представил нуаровый триллер «Стальная ловушка» (1952), который многие считают у него лучшей киноработой. Этот напряжённый фильм с участием Джозефа Коттена и Терезы Райт рассказывает о плане банковского служащего украсть почти миллион долларов и сбежать с ним в Бразилию. По словам Дина, горячий поклонник фильма, писатель Фостер Хирш, назвал картину «одним из самых чистых возрождений духа нуара». В своей книге «Фильм нуар: Тёмная сторона экрана» Хирш пишет: «Раскрывая криминальный потенциал типичного буржуа, „Стальная ловушка“ предназначена для того, чтобы вызвать сочувствие у среднего зрителя. Зрители активно хотят, чтобы мужчине это сошло с рук. Фильм эксплуатирует универсальные фантазии о том, чтобы быть плохим, бросить вызов закону, разбогатеть неважно каким образом; и его подрывное подводное течение не полностью искореняется возвращением к нормальному концу». Погружённая в двусмысленность, «Стальная ловушка» заставляет задуматься, где же на самом деле лежит ад для Коттена — в Бразилии, где он будет отделён от своей семьи и своего прошлого, или в Лос-Анджелесе, где он обречён на жизнь тяжёлой работы и скуки. После выхода картины обозреватель «Нью-Йорк Таймс» Босли Краузер назвал фильм «чистым упражнением в нагнетании саспенса, при котором Стоун как сценарист и режиссёр наращивает напряжение на нервы как вора, так и зрителя». По мнению Краузера, «эта маленькая мелодрама поднимается до мастерской работы, которая в своём движении не останавливается ни на мгновение», при этом все её сюжетные осложнения и повороты сочинены с «умом и едким юмором». Обозреватель журнала Variety также отмечает, что «постановка Стоуна по собственному сценарию делает акцент на саспенс в этом рассказе о невероятных, но увлекательных событиях. Саспенс продолжает нарастать по мере того, как герой Коттена сталкивается с трудностями, которые постоянно ставят его план на грань провала», в частности, риск быть замеченным в банке, «проблемы с паспортами, задержки и опоздания на самолёты, и, в конце концов, интерес к нему со стороны таможни, после чего жене становится ясно, что он вор». Майкл Кини отмечает, что эта «напряжённая, а иногда забавная история добивается успеха благодаря восхитительной игре Коттена и изобретательному сценарию Стоуна», а обозреватель журнала TimeOut обращает внимание на «эффективный механизм целлулоидного саспенса и чистой простоты, который убедительно раскручивается благодаря умению сценариста и режиссёра снимать в аутентичных местах».
Как пишет Дин, за «Стальной ловушкой» последовал «захватывающий старомодный детектив с убийством» «Проект убийства» (1953). По сюжету картины бизнесмен Уитни Кэмероне (Джозеф Коттен) пытается разобраться в обстоятельствах таинственных смертей своего брата и племянницы, подозревая, что их из корыстных соображений отравила молодая жена брата (Джин Питерс). Когда выясняется, что следующей жертвой может стать его юный племянник, Кэмерон предпринимает неординарный ход, чтобы разоблачить преступницу. По мнению Дина, «Проект убийства» который вышел прокат через студию 20th Century Fox, «сделан очень стильно, но ему не хватает живости, которую мог бы привнести такой режиссёр, как Хичкок. Однако это искупается прекрасно выстроенной операторской работой Лео Товера и хорошим актёрским составом». После выхода фильма на экраны кинообозреватель «Нью-Йорк Таймс» Говард Томпсон написал, что «хотя, как предполагается, история основана на реальном материале, разговорные ухищрения в этой картине берут верх над элегантным маленьким актёрским составом». Томпсон отмечает, что «фильм предлагает несколько взрывов напряжённости и довольно соблазнительную историю о преследовании красивой специалистки по ядам, но, к сожалению для любителей загадок, мистер Стоун почти сразу же указывает на виновного». Современный историк кино Майкл Кини называет картину «напряжённым и возбуждающим фильмом нуар с интересным, но немного эпатажным финалом». Крейг Батлер оценил картину как «умеренно увлекательный криминальный триллер», в котором «личность убийцы ясна довольно рано». Для детективной истории такого типа, по словам Батлера, помимо «попыток посеять семена сомнения» относительно личности преступника также «необходим умный сюжет и искусные приёмы, с помощью которых нагнетается напряжение». Однако «в этом плане фильм не тянет, как в плане сценария, так и в плане режиссуры. История немного заужена и суха, а способ, которым Коттон решает „поймать“ подозреваемую, кажется надуманным». При этом постановка Стоуна «чересчур уж построена вокруг текста». По мнению критика, «побольше воображения и фантазии повысило бы уровень увлекательности фильма».
Как пишет Дин, с фильмом «Ночью правит террор» (1955) Стоуны вернулись в свои полудокументальным корням и опоре на реальные локации. Фильм начинается с того, что авиакосмический инженер (Джек Келли) подбирает на шоссе голосующего (Винс Эдвардс), который вынуждает его с помощью оружия свернуть с дороги в укромное место, где его поджидают ещё двое членов его банды (Ник Кассаветис и Дэвид Кросс). После вторжения в дом Келли и взятия его семьи в заложники, банда узнаёт, что отец Келли богат, и они требуют выкуп в размере 200 000 долларов. Полиции с помощью телефонной компании удаётся отследить звонки, после чего начинается охота за преступниками. Как отмечает Дин, этот фильм часто сравнивают с картиной Уильяма Уайлера «Часы отчаяния» (1955), которая была сделана с большим бюджетом и с более мощной сценической постановкой. По сравнению с ним «Террор» «со своей дешёвой аутентичностью (там не видно никаких студийных съёмок) является более фаталистическим (и нуаровым) из двух фильмов». После выхода фильма на экраны кинообозреватель Говард Томпсон в газете «Нью-Йорк Таймс» отметил, что «сценарист-режиссёр-продюсер Стоун должен быть высоко оценён за то, чего он добился в этом плотном, экономном и постоянно напряжённом маленьком фильме». По словам Томпсона, «в первой части картины, когда трио отчаянных бандитов захватывает дом и до крайней степени изводит семью, саспенс нарастает постоянно и убедительно». Затем, когда в действие вступает полиция, картина приобретает «полудокументальный» характер со сценами «экшна, которые выполнены увлекательно». Томпсон отмечает работу «отважного мистера Стоуна, который просто засучивает рукава и делает максимум из того, чем располагает, допустив лишь парочку ошибок», а также «операторскую работу Фреда Джекмана, которая выполнена реалистично и без ненужных прикрас». Томпсон завершает свою статью словами, что «мистер Стоун довольно давно погрузился в криминальное кино, и здесь в этой аккуратной маленькой картине он наконец крепко стоит на ногах. Продолжайте в таком же духе, мистер Стоун». Историк кино Блейк Лукас отмечает, что в сравнении с «Часами отчаяния» (1955), «более высокобюджетным и значительно более престижным произведением на ту же тему», этот фильм обладает «подлинным нуаровым видением». В своём фильме «Стоун использует терроризируемую семью не для демонстрации добродетельной жизни среднего класса, как это делает Уайлер», а для того, чтобы показать «непредвидимые опасности нуарового криминального мира». И главное, что требуется семье у Стоуна для преодоления постигшего их кошмара это «проявить больше отваги и коварства, чем они привыкли» в обычной жизни. Современный киновед Спенсер Селби назвал картину «значимым вкладом в серию саспенс-триллеров, сделанных в 1950-е годы Эндрю Стоуном и его женой», а TV Guide отметил, что это «хорошо выстроенный, мощный и напряжённый фильм нуар, который основан на правдивой истории».
В 1955 году Стоун подписал контракт с Metro-Goldwyn-Mayer на финансирование двух его фильмов — «Джулия» (1956) и «Крик ужаса» (1958). В центре внимания фильма «Джулия» (1956) находится стюардесса Джулия Бентон (Дорис Дэй), на которую устроил охоту её ревнивый муж, который признаётся ей в том, что ранее убил её первого мужа. В страхе Джулия сбегает в другой город и меняет фамилию, однако муж находит её и там. В решающей сцене картины Джулия вынуждена по указаниям авиадиспетчера самостоятельно сажать самолёт после того, как её муж вывел из строя обоих пилотов. После выхода фильма на экраны кинообозреватель «Нью-Йорк Таймс» Босли Краузер отметил, что «в нём очень много напряжения, которое выдержит далеко не каждая женщина, так что если Дэй выглядит немного измотанной ближе к концу фильма, это вполне можно понять». Как далее пишет критик, «экшн на протяжении всего фильма чрезмерен, но если вы доверчивы и не придираетесь к деталям, всё смотрится как живое и лихое шоу». Типична в этом плане сцена в самолёте, когда муж убивает одного и тяжело ранит другого пилота, что «расчищает дорогу к напряжённой кульминации, в которой Дэй сажает самолёт. Всё это надумано, в том числе и игра актёров», и всё же фильм «действительно, порой довольно увлекательный». По мнению Краузера, сценарист и режиссёр Стоун сделал всё возможное «чтобы постоянно наращивать уровень проблем… Совершенно ясно, что мистер Стоун задался целью держать свою героиню под угрозой постоянно», даже когда это чересчур «просчитано и неправдоподобно». Современный киновед Крейг Батлер отмечает, что «в этом фильме нет ничего, во что реально веришь, однако это неприхотливый и довольно приятный способ провести полтора часа времени». Кульминацией картины, по словам Батлера, становится сцена (ещё до фильма «Аэропорт 1975»), когда стюардесса пилотирует самолёт на основе инструкций по радио (при этом иногда она закрывает глаза). «Это нелепо и далеко не захватывающе, но каким-то образом большинство зрителей готовы следить за этим глупым сюжетом, иногда даже наслаждаясь им с улыбкой». Как резюмирует своё мнение Батлер, «любой, кто ожидает увидеть по-настоящему хороший триллер, будет разочарован, но тот, кто отнесётся к фильму легко, получит удовольствие». Деннис Шварц назвал картину «невероятным, взвинченным криминальным триллером о женщине в опасности», который однако «слишком неровный, чтобы произвести впечатление», а «банальность актёрских реплик окончательно добивает его». По мнению критика, фильм «скорее кажется непреднамеренно смешным, чем страшным, а саспенс так и не достигает нужного уровня». Как далее отмечает Шварц, вероятно, «найдутся и те, кто посчитает этот плохой фильм даже более увлекательным, чем если бы он был хорошим, то есть, если не воспринимать его всерьёз».
Как отметил кинообозреватель Эрик Пейс, один из фильмов, который Стоун поставил в этот период, «Крик ужаса» (1958), снимался на улицах Нью-Йорка. Фильм рассказывает о шантажисте (Род Стайгер), который требует от авиакомпании крупный выкуп, угрожая взорвать самолёт с пассажирами с помощью специально разработанной компактной бомбы. Сложным планом шантажиста предусматривается похищение разработчика этой бомбы (Джеймс Мейсон) вместе с малолетней дочерью, а также принуждение его жены (Ингер Стивенс) выступить в качестве курьера и получить выкуп в банке. После выхода картины на экраны кинообозреватель Босли Краузер написал в «Нью-Йорк Таймс», что «Эндрю и Вирджиния Стоуны сделали эту мелодраму „исключительно для забавы“ и на явно скромный бюджет». В картине «часто выкручивают руки и запугивают невинных людей бессмысленными угрозами, что выдаётся за суровый реализм», однако так это воспринимает только «та часть зрителей, которая не любит пользоваться головой». Как далее пишет Краузер, «Стоуны выстреливают события фильма в автоматном темпе и с большой экономией на всём, кроме использования разного рода клише. Прежде чем зритель успеет перевести дух, на него выбрасывают часовые бомбы, скрытных убийц, телевизионные программы, жующих бензедрин бандитов, учёных лаборатории ФБР и автопогони». Однако, по словам Краузера, «как это часто бывает в тех случаях, когда желание потрясти и ошеломить является главной целью фильма, поток событий в значительной степени попадает в паутину неправдоподобия». Впрочем, резюмирует Краузер, «люди в подобных недорогих мелодрамах редко совершают логичные поступки». С другой стороны, современный критик Гленн Эриксон полагает, что фильм оказывает «достаточно сильное воздействие благодаря своей реалистичности и невыносимому саспенсу, но сегодня его привлекательность заключается главным образом в мощнейшем актёрском составе… как и большинство фильмов Стоунов, эта лента очень хорошо смотрится». Как далее пишет Эриксон, наиболее точно этот фильм можно охарактеризовать словами «эффективность», а также «реалистичность благодаря тому, что он снимался на натуре», и вообще «картина сделана впечатляюще для 1958 года». Брюс Эдер считает, что «в качестве триллера фильм хорошо смотрится и пятьдесят лет спустя — у него напряжённый саспенс, когда многое происходит в последнее мгновение, хороший темп повествования, и абсолютно убедительная игра исполнителей главных ролей». Майкл Кини указал на «неправдоподобный сюжет и плаксивую игру Стивенс», при этом отметив, что «саспенс не отпускает вплоть до захватывающей кульминации в не предвещающем ничего хорошего туннеле нью-йоркского метро».
После коммерческого успеха «Джулии» Стоун подписал с MGM контракт на ещё четыре фильма — «Палубы стали красными» (1959), «Последнее путешествие» (1940), «Кольцо огня» (1961) и «Пароль — мужество» (1962).
После успеха «Крика ужаса» Стоун сделал триллер «Палубы стали красными» (1958). Главную роль капитана корабля Эда Раммилла в картине вновь сыграл Джеймс Мейсон, а роль его главного противника, моряка с «грандиозными психопатическими амбициями» Генри Скотта — Бродерик Кроуфорд. Согласно сюжету, Раммилл получает назначение в качестве капитана на торговый корабль, известный своей проблемной командой и скандальной историей. Вскоре после выхода в море Скотт приступает к реализации плана захвата корабля. Вместе со своим приспешником он планирует убить капитана и всю команду, после чего вернуть судно как брошенное за вознаграждение в один миллион долларов. Как пишет Дин, фильм, очевидно, основывается на допущении, что зрителя не интересует степень вероятности того, что ему показывают. «Но это никогда не останавливало Стоуна. Его режиссёрская работа впечатляет своей суровостью, а Мейсон и Кроуфорд настолько хороши в роли антагонистов, отметая своей игрой любые придирки по поводу логики и связанности событий». Снятый на чёрно-белую плёнку с глубоким фокусом, фильм наращивает напряжение, которое отчасти носит сексуальный характер. Раммилл нанимает местного кока Пита и его сексуальную жену (Дороти Дэндридж). Она настолько сладострастна и игрива, то капитан вскоре понимает, что взять её на борт было ошибкой. Как далее пишет Дин, Стоун отдаёт предпочтение живой натуре и быстрому операторскому стилю. Он также выбирает вместо музыки грубые естественные звуки океана и шумную корабельную деятельность. По словам критика «фильм как бы был кинематографическим эквивалентом таких мужских журналов 1950-х годов, как For Men Only и Stag, которые под видом „реальных историй“ публиковали истории о современных пиратах, опасностях и экзотическом сексе. И если кто-либо и умел придать происходящему ощущение того, что это реально, то это был Эндрю Стоун».
Как далее пишет Дин, «начав заигрывать с экранными катастрофами в своих последних фильмах, Стоун в своей следующей картине „Последнее путешествие“ (1960) пошёл до самого конца, показав разрушение и почти что затопление круизного лайнера, после того как пламя охватывает его палубы и машинное отделение». Фильм был создан под влиянием реального затопления корабля Andrea Doria у берегов острова Нантакет в 1956 году. Верный себе, Стоун нашёл настоящий корабль, который он мог бы уничтожить, это был знаменитый роскошный лайнер Ile de France, который отправлялся для ликвидации на японскую верфь. И именно его уничтожает Стоун, используя массивную пиротехнику и огненные шланги под высоким давлением. Это ставило под угрозу жизни как творческой группы, так и актёров, среди них были такие звёзды, как Роберт Стэк, Дороти Мэлоун, Джордж Сэндерс и Эдмонд О’Брайен. О’Брайен, в частности, позднее назвал Стоуна «психопатом, желающим смерти», а Стэк раздражённо говорил, что ему повезло, что он остался жив во время съёмок. По мнению Дина, «фильм получился ужасно напряжённым и предвосхитил на десятилетие фильмы-катастрофы, которые с избытком стали выходить в 1970-е годы. Этот фильм вряд ли можно назвать нуаром, но он демонстрирует более, чем любая другая работа Стоуна, своего рода навязчивое стремление к правдоподобию, которое вселяло жизнь в лучшие картины Стоуна».
Однако, как полагает Дин, именно следующая работа Стоуна стала «воплощением его страсти к высокой драме и безудержным острым ощущениям». В фильме «Огненное кольцо» (1961) Дэвид Джэнссен сыграл Стива Уолша, офицера полиции в небольшом сельском городке в штате Вашингтон. Вместе с напарником Джо Принглом (Джоел Марстон) он ловит трёх малолетних преступников, которые подозреваются в ограблении автозаправочной станции. По пути в участок парни берут над копами верх и заставляют их ехать в Олимпийские горы, где бросают машину, приковывают Прингла наручниками к дереву и скрываются в лесу, взяв Уолша в качестве заложника и гида. Позднее один из подростков, пытаясь столкнуть Уолша со скалы, разбивается сам, а девушка по имени Бобби пытается соблазнить Уолша с не вполне ясными результатами. На следующий день, когда полиция задерживает всю группу, Фрэнк, третий из парней обвиняет Уолша в совращении несовершеннолетней Бобби. Неаккуратно брошенный Фрэнком окурок начинает огромный лесной пожар, и лишь благодаря героическим усилиям Уолша удаётся спасти и переправить в безопасное место множество людей. По мнению Дина, несмотря на хорошую игру Дженссена в роли классического сельского копа, «главным привлекательным моментом фильма становится Джойс Тейлор в роли Бобби, выдавая максимально сексуальную игру, которая только допустима в американском мейнстриме того времени. Стоун никогда не боялся раздвигать моральные барьеры голливудских фильмов, а введение секса с несовершеннолетней стало ещё одним вызовом с его стороны всё слабеющему влиянию Производственного кодекса». Несмотря на то, что это был низкобюджетный фильм категории В, он тем не менее привлёк внимание обозревателя «Нью-Йорк таймс» Босли Краузера, который написал: «По своему обычаю Стоуны держатся на расстоянии от интеллектуальных сложностей. Они запускают сюжет и работают быстро, сразу переходя к сути дела, поддерживая ход событий горячим настолько, насколько это возможно. Фильм демонстрирует остроту и увлекательность, которые поднимаются до больших высот».
Через год после создания этой картины, когда интерес к нуару стал падать, Стоуны направились в Англию для съёмок фильма «Пароль — мужество» (1962), это был первый из трёх фильмов, которые они снимали в этой стране. Стоун, был продюсером и режиссёром, а также написал сценарий этого фильма о реальном британском старшем сержанте Чарли Коуарде (его сыграл Дирк Богард). Когда во время Второй мировой войны немцы взяли его в плен, Кауард разработал и осуществил изощрённый план побега через туннель, скрывшись вместе со своими товарищами в ближайшем лесу. По словам Дина, «съёмки на натуре придали картине суровый и реалистичный вид, но также создавали и нуаровый эффект. Эту драму Стоун наложил на более лёгкие моменты, и эта смесь сработала в значительной степени благодаря дерзкому обаянию Богарда».
Вслед за этим Стоуны сделали на Британских островах (в Великобритании и Ирландии) две комедии — «Никогда этого не пишите» (1964) и «Секрет моего успеха» (1965) — которые пришли сравнительно незамеченными. Комедия «Никогда этого не пишите» (1964) рассказывала об отчаянных усилиях молодого руководителя страховой компании вернуть письмо, которое ему не следовало посылать. Главные роли в этой картине, которая, по словам Дина, «стала полным разворотом для Стонуа», сыграли симпатичные актёры Пэт Бун и Майло О’Ши. Год спустя вышла ещё одна лёгкая комедия «Секрет моего успеха» (1965). Снимавшийся в Англии и в Португалии, фильм рассказывал о любвеобильном британском бобби (Джеймс Бут), оказывается в плену очарования трёх роковых дам, которых сыграли Стелла Стивенс, Ширли Джонс и Онор Блэкман. Как написал Дин, «эта скорее мрачная, чем чёрная, в значительной степени несмешная смесь едкой сатиры и мелодрамы не добавила режиссёру ничего, кроме проблем».
После этого, видимо, рассчитывая вернуть прежнюю популярность, Эндюр Стоун создал два музыкальных фильма-биографии об известных композиторах прошлого — «Песнь Норвегии» (1970), который рассказывал о жизни и творчестве Эдварда Грига, и «Большой вальс» (1972) об австрийском композиторе Иоганне Штраусе. Оба фильма, съёмки которых проходили на натуре в соответствующих странах с приличными бюджетами, оказались крупными провалами.
Как пишет Брюс Эдер, «после этого карьера Стоуна как продюсера и режиссёра по существу была завершена».

## Особенности режиссёрского стиля и оценка творечтва
Как отметил в «Нью-Йорк таймс» кинообозреватель Эрик Пейс, «Эндрю Л. Стоун был плодовитым кинорежиссёром», который добился хвалебных отзывов за фильм с Леной Хорн «Дождливая погода» (1943), а в 1950-е годы в качестве продюсера, сценариста и режиссёра создал серию новаторских криминальных триллеров, среди которых «Шоссе 301» (1950), «Проект убийства» (1953), «Крик ужаса» (1958) и «Последнее путешествие» (1960).
Как написал Мовис, «презирая обратную проекцию и пост-синхронизацию, для дополнительного реализма он снимал свои фильмы в реальных местах (а не на студийных площадках), более того, вместо реквизита он использовал подлинную инфраструктуру (самолёты, поезда, океанские лайнеры)». Некоторые его проекты также основывались на реальных событиях, почерпнутых путём изучения журналов о реальных преступлениях (Стоун получал до восьми таких журналов в месяц по подписке). Как говорил Стоун, «я настаиваю на натуральном свете, а не том, когда пространство заливается огромными лампами в павильонах. Если парень двигается, вся картинка должна меняться». Стоун также «не церемонился с комбинированными съёмками, спецэффектами, обработкой кадров, кинохроникой, эффектами или любыми другими уловками, которыми пытаются обмануть зрителя, чтобы заставить зрителя поверить в нечто, что не является настоящим».
Стоун взял себе в партнёры Вирджинию Лайвли (англ. Virginia Lively), которая с 19 лет работала звукомонтажёром на United Artists. В Вирджинии Стоун нашёл родственную душу, и в 1946 году они поженились. Указываемая в титрах как Вирджиния Л. Стоун, она обладала многочисленными талантами — она стала монтажёром продукции студии, а также была сопродюсером, работала над сценариями и сочинением музыки. Как пишет Дин, «это было партнёрство, напоминавшее отношения Альфреда Хичкока и его жены Альмы Ревилл», и когда Стоуны ушли со студии United Artists в 1947 году, пресса восхищалась ими как «единственными независимой кинематографической парой в Голливуде». По словам Дина, «Вирджинии нравился малобюджетный, возбуждающий кинематографический стиль её мужа, который избегал съёмочных павильонов ради натурных съёмок как интерьерных, так и уличных эпизодов». В то время, как в студии можно было сделать в среднем восемь сцен за день, Стоуны умудрялись сделать 20. Как режиссёр Стоун предпочитал живой звук (без переналожения при пост-продакшне) и естественный свет. Как написал кинокритик Эндрю Саррис, «Стоун и его фантастически полезная жена-монтажёр разработали совершенно иной тип кинопроизводства.… Если они хотят взорвать поезд, они взрывают настоящий поезд. Если они хотят потопить океанский лайнер, они потопят настоящий океанский лайнер.… Если бы Стоуны делали „На берегу“ (1959), никого из нас уже не было бы, чтобы написать об этом».
По словам Дина, Эндрю Л. Стоун редко принимал «нет» за ответ. У этого режиссёра-индивидуалиста были свои собственные представления о вещах, особенно когда дело касалось создания фильмов. После самофинансирования нескольких первых проектов Стоуну предложили контракт с MGM, за который большинство кинематографистов ухватились бы. Стоун же решительно отверг его. Позже он сказал: «Я должен был бы успокаивать звёзд и делать их счастливыми — как священник, который не верит ни единому слову из того, что он говорит. Потом был контракт с Paramount — никаких больших звёзд, зато свобода. Ради этого я туда пошёл». Однако творческие и другие разногласия с Paramount дали о себе знать вскоре после его прихода на студию. Отношения окончательно разладились во время съёмок в универмаге. Студия сняла магазин в воскресенье, привезя реквизит и освещение, а также сотни статистов в качестве покупателей. Однако Стоун заявил, что лучший способ снимать покупателей в большом магазине — это снимать покупателей в большом магазине. Когда студия отказалась, Стоун ушёл и из фильма, и со студии. Как отмечает Дин, «поступив таким образом, Стоун объявил себя независимым от голливудской системы, встав в один ряд с такими кинодеятелями, как Орсон Уэллс, Чарли Чаплин и Уолт Дисней в качестве члена сообщества независимых продюсеров художественных фильмов».

## Личная жизнь
Эндрю Л. Стоун был женат дважды. В 1946 году Стоун женился на Вирджинии Стоун, которая была киномонтажёром. Начиная с конца 1950-х годов, она помогала ему продюсировать и монтировать его фильмы, однако в конце концов, они развелись.
Позднее Стоун женился повторно на Одри Стоун, которая родила ему двоих детей. Стоун прожил с второй женой до своей смерти в 1999 году.

## Смерть
Эндрю Л. Стоун умер 9 июня 1999 года в Лос-Анджелесе, Калифорния, в возрасте 96 лет. О его смерти не было объявлено вплоть до появления новостей о продаже его дома, после чего последовало сообщение о его смерти в журнале о шоу-бизнесе Variety.

## Фильмография
| Год  | Название                | Оригинальное название      | Фильм / телесериал     | В каком качестве участвовал                        |
| ---- | ----------------------- | -------------------------- | ---------------------- | -------------------------------------------------- |
| 1927 | Элегия                  | The Elegy                  | короткометражный фильм | режиссёр, сценарист                                |
| 1927 | Фантазия                | Fantasy                    | короткометражный фильм | режиссёр                                           |
| 1928 | Восхищение              | Adoration                  | короткометражный фильм | режиссёр, сценарист                                |
| 1928 | Пространство любви      | Liebensraum                | фильм                  | режиссёр                                           |
| 1928 | Мрачный дом             | Dreary House               | фильм                  | сорежиссёр                                         |
| 1930 | В тени славы            | Sombras de gloria          | фильм                  | режиссёр                                           |
| 1932 | Штаб-квартира ада       | Hell’s Headquarters        | фильм                  | режиссёр                                           |
| 1937 | Девушка сказала «нет»   | The Girl Said No           | фильм                  | режиссёр, сценарист, продюсер                      |
| 1938 | Скажи это по-французски | Say It in French           | фильм                  | режиссёр, продюсер                                 |
| 1938 | Похищенный рай          | Stolen Heaven              | фильм                  | режиссёр, сценарист                                |
| 1939 | Великий Виктор Херберт  | The Great Victor Herbert   | фильм                  | режиссёр, сценарист, продюсер                      |
| 1941 | Крутая канарейка        | The Hard-Boiled Canary     | фильм                  | режиссёр, сценарист, продюсер                      |
| 1943 | Привет, Диддл, Диддл    | Hi Diddle Diddle           | фильм                  | режиссёр, сценарист, продюсер                      |
| 1943 | Дождливая погода        | Stormy Weather             | фильм                  | режиссёр                                           |
| 1944 | Сенсации 1945-го года   | Sensations of 1945         | фильм                  | режиссёр, сценарист, продюсер                      |
| 1945 | Спальные манеры         | Bedside Manner             | фильм                  | режиссёр, продюсер                                 |
| 1946 | Дочери холостяка        | The Bachelor’s Daughters   | фильм                  | режиссёр, сценарист, продюсер                      |
| 1947 | Веселье уик-энда        | Fun on a Week-End          | фильм                  | режиссёр, сценарист, продюсер                      |
| 1950 | Шоссе 301               | Highway 301                | фильм                  | режиссёр, сценарист                                |
| 1952 | Мошенница               | Confidence Girl            | фильм                  | режиссёр, сценарист, продюсер                      |
| 1952 | Стальная ловушка        | The Steel Trap             | фильм                  | режиссёр, сценарист                                |
| 1953 | Проект убийства         | A Blueprint for Murder     | фильм                  | режиссёр, сценарист                                |
| 1955 | Ночью правит террор     | The Night Holds Terror     | фильм                  | режиссёр, сценарист, продюсер                      |
| 1955 | Театр кинорежиссёров    | Screen Directors Playhouse | телесериал             | режиссёр (1 эпизод), сценарист (1 эпизод)          |
| 1956 | Джулия                  | Julie                      | фильм                  | режиссёр, сценарист                                |
| 1956 | Видеотеатр «Люкс»       | Lux Video Theatre          | телесериал             | сценарист (1 эпизод)                               |
| 1958 | Крик ужаса              | Cry Terror!                | фильм                  | режиссёр, сценарист, продюсер                      |
| 1958 | Палубы стали красными   | The Decks Ran Red          | фильм                  | режиссёр, сценарист, продюсер                      |
| 1960 | Последнее путешествие   | The Last Voyage            | фильм                  | режиссёр, сценарист, продюсер (в титрах не указан) |
| 1961 | Огненный круг           | Ring of Fire               | фильм                  | режиссёр, сценарист                                |
| 1962 | Пароль — мужество       | The Password Is Courage    | фильм                  | режиссёр, сценарист, продюсер                      |
| 1964 | Никогда не пишите этого | Never Put It in Writing    | фильм                  | режиссёр, сценарист, продюсер                      |
| 1965 | Секрет моего успеха     | The Secret of My Success   | фильм                  | режиссёр, сценарист, продюсер                      |
| 1970 | Песнь Норвегии          | Song of Norway             | фильм                  | режиссёр, сценарист, продюсер                      |
| 1972 | Большой вальс           | The Great Waltz            | фильм                  | режиссёр, сценарист, продюсер                      |